# Wehrwissenschaftliche Rundschau
Wehrwissenschaftliche Rundschau (WWR) – militärische Führungslehre, Strategie, Wehrgeschichte, Wehrrecht, Wehrwirtschaft  war von 1951 bis 1982 eine deutsche monatlich erscheinende militärische Fachzeitschrift. 
Sie wurde vom Arbeitskreis für Wehrforschung herausgegeben. Vorgänger war die von 1936 bis 1944 erschienene Militärwissenschaftliche Rundschau. Ab 1983 wurde sie mit dem Magazin Europäische Wehrkunde vereinigt und erschien fortan als Europäische Wehrkunde – Wehrwissenschaftliche Rundschau.
Die Zeitschrift erschien anfangs im Mittler-Verlag in Darmstadt, später bei Mittler in Frankfurt am Main und Berlin sowie im Verlag Offene Worte in Herford und Bonn.